# Open (album)
Open je druhé studiové album skupiny Blues Image, na tomto albu je hit #4 "Ride Captain Ride".

## Seznam skladeb
1. "Love Is The Answer" - 2:35
2. "Running the Water" - 2:37
3. "Clean Love" - 7:49
4. "La Bamba" (Traditional) - 2:26
5. "Consuelate" - 1:15
6. "Ride Captain Ride" - 3:46
7. "Pay My Dues" - 3:49
8. "Fugue U" - 0:50
9. "Parchman Farm" (Mose Allison) - 2:49
10. "Wrath of Daisey" - 1:31
11. "Take Me" - 7:35

## Sestava
- Mike Pinera - Zpěv, kytara
- Malcolm Jones - Basová kytara
- Joe Lala - Perkuse, zpěv
- Skip Konte - Klávesy
- Manny Bertematti - Bicí

Host
- Kent Henry - Kytara